# 卡米·埃思里奇
玛丽·卡米尔·“卡米”·埃思里奇（英語：Mary Camille "Kamie" Ethridge，1964年4月21日—），美国女子篮球运动员。她曾获得1988年夏季奥运会女子篮球金牌。她也参加了1986年女子篮球世锦赛，同样获得冠军。